# Kurt Tuch
Kurt Tuch (* 27. Mai 1877 in Leipzig; † 23. November 1963 in Muri AG, Schweiz) war ein deutscher Maler, Zeichner und Lithograf des Expressionismus.
Tuch besuchte nach der Gewerbeschule um 1895 die Kunstakademie München. 1905 war er einer der ersten Villa-Romana-Preisträger. Kurz danach heiratet er die Holländerin Petronella Nijland. Kurt Tuch war ein frühes Mitglied des Deutschen Künstlerbundes; sein Name wird bereits im Mitgliederverzeichnis von 1906 gelistet. 1910 wurde er Professor an der Kunstgewerbeschule Magdeburg. 1912 gründete Tuch mit Max Beckmann die Künstlervereinigung Boerde. Bis 1925 arbeitete er in Wernigerode, danach siedelte er in die Schweiz um. Nach 1933 kehrte er nicht nach Deutschland zurück. Er lebte dann von Porträt- und Landschaftsmalerei und wandte sich im Alter der Farbenlehre Rudolf Steiners zu.